# قسطنطين يني
الشيخ قسطنطين بن عبدو يني (1885 - 1947) ضابط وأديب ومفكر سياسي شارك في الثورة العربية الكبرى. وهو شقيق الأديبة الصحفية ماري يني.

## السيرة
ولد في بيروت عام 1885م، من عائلة آل ينّي البيروتية المسيحية، ولعله من أصل يوناني وأم لبنانية هي صوفيا عطا الله، شقيقة المطران إثناسيوس عطا الله. تعلم في الكلية الوطنية في بعبدات، وكان قد فقد والده وهو في السادسة عشرة من عمره، فقام بشؤون أسرته المكونة من تسعة أفراد، وهو لما يزل فتى في مقتبل العمر. اشتغل في الصحافة منذ صباه.
عاش حياته مؤمناً بالقومية العربية ومبشراً بها بلسانه وفقهه وشعره وكتاباته وخطاباته. وناضل في سبيلها ضد الأتراك ودول الانتداب. إضافة على ذلك فهو كان أديباً ومفكراً سياسياً، مجاهداً في الثورة العربية، وظل حتى وفاته سنة 1947م، سكرتيراً لعصبة تكريم الشهداء، وأميناً لصندوق حزب عصبة العمل القومي. لجأ إلى مصر واليونان من الأتراك، ناقض سلطات الانتداب، رافق الأديب أمين الريحاني في رحلاته، وكتب في الصحف. كما كان محرراً لصحيفة (دليل حمص) التي اصدرها في حمص عام 1912م، واصبح مديراً لمجلة (منيرفا) بعد زواج شقيقته ماري يني إحدى رائدات النهضة النسائية التي رأست تحريرها منذ ان اصدرتها في بيروت في 1923/4/15 وحتى زواجها عام 1926م. ومحرراً لصحيفة (المنار) في بيروت. اشترك في الثورة العربية الكبرى ضد الأتراك، واصبح قريباً من قائدها الحسين بن علي شريف مكة في جدة. وعندما كان في جدة راسله الأديب امين الريحاني ليستأذن جلالة الملك لاصطحابه معه في رحلته في الجزيرة العربية ثم إلى جبال اليمن، فأذن الملك لهما بالسفر، فبدأت رحلتهما عام 1922م، والريحاني بزي عربي جاءه هدية من الملك وقسطنطين بزي ملازم أول في الجيش الحجازي. ويصف الريحاني الشيخ قسطنطين يني: بانه راعي الكأس والقرطاس فلا يدع فرصة تفوت أو كلمة من الشعر تموت. فهو كان ضابط وشاعر، وقد اصطحب الريحاني في رحلته إلى بغداد وكان صديقه الملازم راسم سردست والمقرب للشريف حسين والعائلة الهاشمية ومرافق الأمير زيد بن الحسين هو صاحب المشروع وفكرة الرحلة إلى بغداد، وذلك خلال لقاء جمع الثلاثة في بيروت.
في بداية الثلاثينيات من القرن العشرين كان قد ساهم في تأسيس عصبة العمل القومي مع عدد من الشبان العرب، واشترك في المؤتمر التأسيسي الأول لها الذي عقد في جبل لبنان، في بلدة قرنايل في فندق سعد زغلول من 24 إلى 29 آب/أغسطس 1933م، بصورة سرية. وفي عام 1936م، نشأ للعصبة فرع في لبنان وبقي مركزها في دمشق، وعقدت العصبة في هذه السنة مؤتمرها الذي سمي مؤتمر الساحل.

## آثاره
له عدد من المؤلفات وترجم بعض الكتب إلى العربية منها:
- اصداء من الماضي.
- زاد المسيحية للاب انطونيوس الفيزوبولوس (ترجمة).

## مقالات وقصائد
نشرت مجلة العرفان بعض من أعماله منها:
- قصيدة: القات (ذمه) (نوفمبر 1922م).[15]
- مقالة: من ذكريات الحجاز (يناير 1946م).[16]
- قصيدة: قصر غمدان (مايو 1946م).[17]

## وفاته
توفي قسطنطين يني في بيروت عام 1947م. وقد اقيمت له احتفالية تأبين لمرور سنة على رحيله في قاعة دار الكتب الوطنية (بناية المجلس النيابي) في بيروت نهار الأحد 8 فبراير 1948، وتحدث فيه عدد من الشخصيات اللبنانية العربية منهم: علي ناصر الدين، وعارف النكدي، وجورج حنا، والشيخ عبد الله العلايلي، ونجيب الريس، وإلياس خليل زخريا، ويوسف يزبك، وفهيم الفاخوري، وشقيقته ماري يني عطا الله.
 وقد رثاه أحمد عارف الزين بقصيدة نشرها في مجلته مجلة العرفان قائلاً:
كما القى أمين بك الخضر كلمة نيابة عن عارف بك النكدي محافظ جبل الدروز وعضو المجمع العلمي العربي بدمشق نشرتها مجلة العرفان تحت عنوان (أيها الصديق الصادق) عدد فيها مآثره الوطنية والقومية وتضحياته من اجلها. وقد تناول الكاتب علي ناصر الدين حياة يني فألف كتاباً بعنوان: الشيخ قسطنطين يني الشهيد، صفحة من التاريخ القومي الحديث.